# Laidalpsee
Der Laidalpsee ist ein See in der Marktgemeinde Bad Hofgastein im österreichischen Bundesland Salzburg.

## Geografie
Der Laidalpsee liegt auf einer Höhe von 2053 m ü. A. in der Katastralgemeinde Wieden. Er befindet sich an den östlichen Berghängen des 2285 m ü. A. hohen Schusterkopfs in der Goldberggruppe. Unterhalb des Sees im Tal des Leidalmbachs erstreckt sich die Brandner-Hochalm.
Der See weist eine Fläche von 0,15 ha auf. Er ist 80 m lang und 25 m breit und hat einen Umfang von 165 m. Seine maximale Tiefe beträgt 4,9 m.

## Ökologie
Der Laidalpsee hat den Charakter eines naturnahen Weidetümpels. Ihm wird in Bezug auf Ökologie und Landschaftsästhetik ein großer Wert beigemessen. Das Gewässer ist von Beständen der Rostblättrigen Alpenrose (Rhododendron ferrugineum) umgeben.